# Bensin

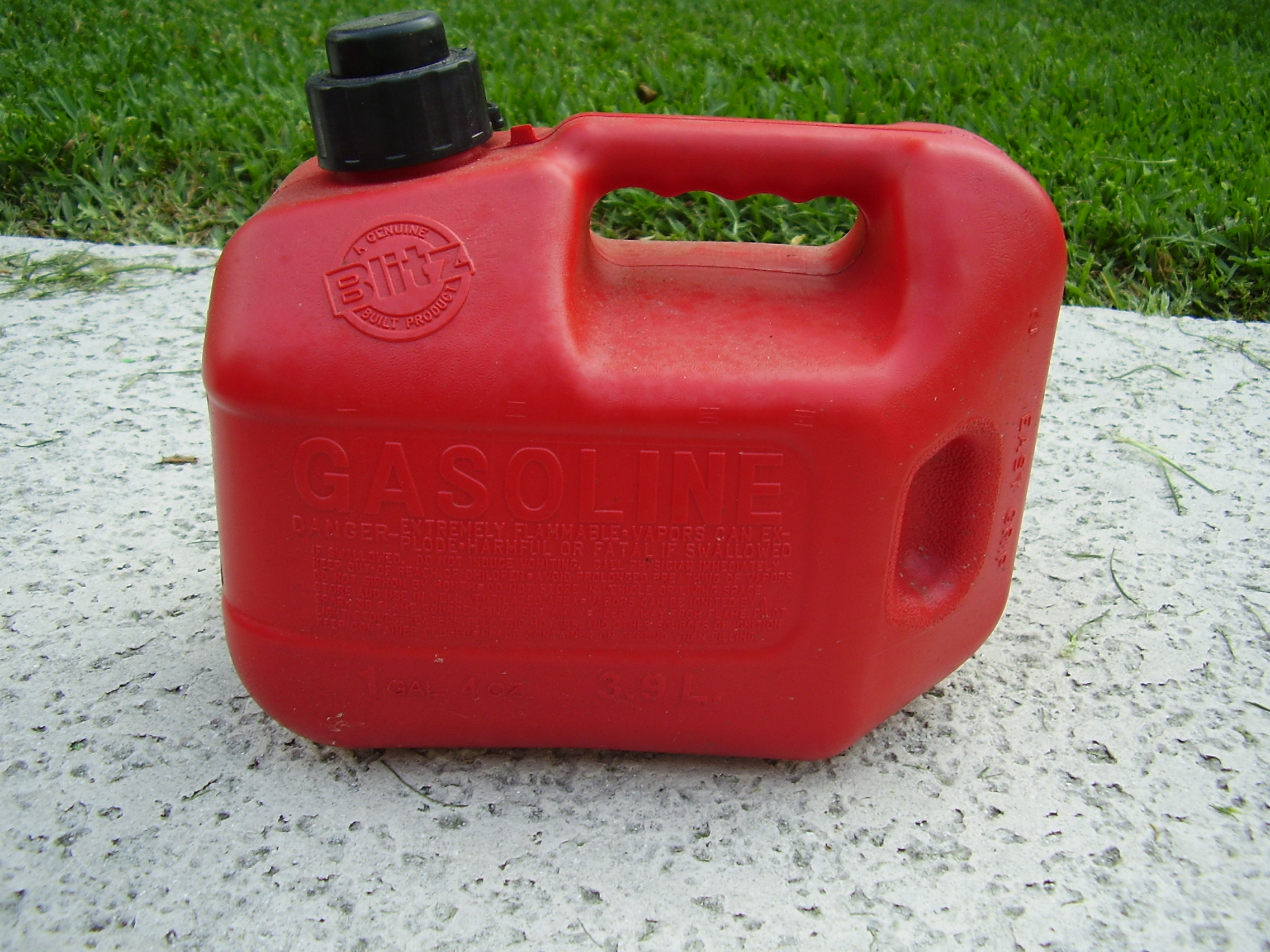
En bensindunk.

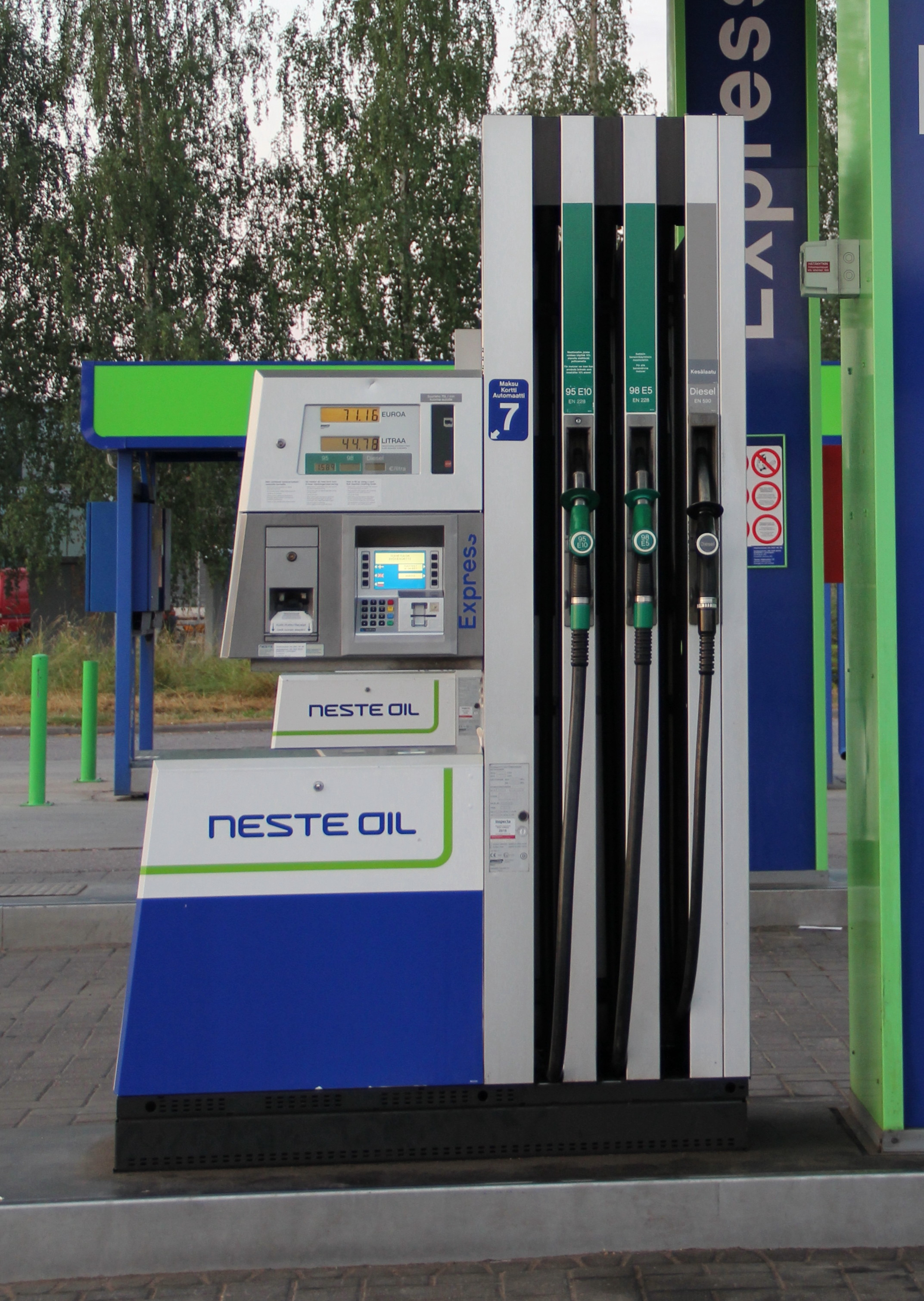
Bensinpump.

Bensin (av franska: benzine, en avledning av benzoe – se bensoeharts) är en blandning av flytande kolväten (framförallt alkaner) med 5 till 10 kolatomer. Den är en lättflyktig, lättantändlig och lättflytande vätska med kokpunkt mellan 30 och 190 °C för motorbensin. Bensin var 2013 det viktigaste bränslet för förbränningsmotorer.

## Användning och ursprung
Bensin används framförallt som motorbränsle, men också som lösningsmedel (i det fallet en högraffinerad bensin med mycket låg aromatisk halt). Den tillverkas vanligen från råolja, men det är möjligt att tillverka bensin från andra källor såsom naturgas, kol eller biomassa.

### Framställning av bensin från råolja
- Fraktionerad destillation. Råolja upphettad till 350 °C införes i en klockbottenkolonn som kan vara över 40 meter hög. Vid olika nivåer i kolonnen tar man ut bensin, fotogen, brännolja och återstod. Ofta användes en serie av fraktioneringskolonner, varvid man får 8 olika fraktioner – bensin, fotogen, diesel, lätt eldningsolja, smörjolja, paraffin, tung eldningsolja och asfalt.[2] Den bensin som erhålles genom destillering av råolja (engelska: straight run gasoline) har ej så högt oktantal och behöver därför blandas med andra typer av bensin. Typisk sammansättning: aromater (främst bensen, toluen, xylen och 1,2,4-trimetylbensen) 6-22 %, cykloalkaner (främst metylcyklopentan och metylcyklohexan) 20-63 %, alkaner 29-72 %. Typiska oktantal 50-70.
- Hydrodesulfurisering. Tar bort svavelföreningar. Som biprodukt får man svavelväte.[2]
- Termisk krackning innebär att långa molekyler med hjälp av värme bryts ned till två eller flera kortare fragment. Termisk krackning började användas år 1912. Denna ger ofta ett RON-oktantal på 65-85.
- Katalytisk krackning började användas år 1944. Den katalytiska krackningen har en rad fördelar: mindre mängder metan och etan bildas, större mängder C3- och C4-kolväten bildas, större mängd grenade alkaner och alkener bildas, större utbyte av aromater, lägre utbyte av diolefiner.
- Hydrokrackning sker med katalysator under samtidig tillförsel av vätgas. Bensinen blir fri från olefiner.
- Isomerisering varvid exempelvis n-heptan omvandlas till olika isoheptaner. Typiska oktantal 85-90.
- Hydrodimerisering. Genom att slå samman två molekyler buten med en molekyl vätgas erhålles en blandning av olika isooktaner. Katalysator svavelsyra eller fosforsyra. Typiskt oktantal 97.
- Alkylering är en vanlig metod att tillverka grenade kolväten för bensin. Från en gasblandning innehållande isobutan, eten, propen, buten och penten tillverkas med hjälp av katalysator (svavelsyra eller fluorväte) en blandning av starkt grenade kolväten. Exempelvis 5,5 % 2,3-dimetylbutan, 30,1 % 2,2,4-trimetylpentan, 8,1 % 2,5- och 2,4- dimetylhexan, 9,3 % 2,3,4-trimetylpentan, 14,5 % 2,3,3-trimetylpentan, 3,7 % 2,3-dimetylhexan, 12,7 % 2,2,5-trimetylhexan + diverse andra. Typiska oktantal 90-96.
- Katalytisk reformering ibland kallad "platforming". Flera olika processer finns. Oktantalet ökar genom att alkaner omvandlas. Exempelvis heptan → metylcyklohexan → toluen. Ger som biprodukt vätgas. Infördes år 1949.
- Tillsatser av olika slag till bensinen, exempelvis tetraetylbly, alkoholer, etrar.

Exempel på sammansättning av bensin (USA år 2017). Katalytisk krackning 29 %, katalytisk reformering 28 %, alkylering 13 %, straight run gasoline 13 %, isomeriserat 5 %, etanol 10 %, butan 2 %.[källa behövs]
Processer för tillverkning av syntetisk bensin har utvecklats av Bergius år 1913 med stenkol som utgångsmaterial och Fischer & Tropsch år 1933 med koloxid och vätgas som utgångsmaterial. 
Den absolut största användningen av bensin är som bränsle i mindre motorer (från enstaka till tusentals kilowatt), i mopeder, motorcyklar, personbilar och propellerflygplan.
Före ottomotorns genombrott användes bensin främst till fläckborttagning, avlusning, lampolja, lösningsmedel inom fettindustrin med mera.

### Framställning av bensin från förnybara råvaror
Bensin kan även tillverkas av förnybara råvaror, till exempel matavfall eller sågspån.

## Innehåll

### Kolväten
Bensin är inte strikt kemiskt definierat, det består inte av en enskild molekyl utan är en blandning av ett stort antal molekyler. Sammansättningen på bensin (och andra drivmedel) bestäms av olika standarder. Inom bl.a. Europeiska unionen används standarder från Comité Européen de Normalisation. För vanlig bensin finns EN 229, medan EN 17867 gäller för alkylatbensin. Standarderna finns av praktiska skäl för att drivmedlet ska fungera väl i motorer, klara lagring m.m. I standarderna finns därför t.ex. definierade intervall för bränslets densitet och högsta värde på koncentrationer av olika molekyler samt lägsta värden på oktantal. För vanlig bensin behöver t.ex. densiteten vara i intervallet 0,72-0,775 kg/l, medan den för alkylatbensin är 0,68-0,72 kg/l.
En typisk kemisk sammansättning är[källa behövs]: 
- n-paraffiner (15 %)
- iso-paraffiner (30 %)
- cycloparaffiner (12 %)
- aromater (35 %)
- olefiner (8 %).

### Tillsatser
Utöver detta innehåller bensin även olika tillsatsmedel. Dessa är vanligen avsedda att motverka åldring (stabiliserare), korrosion (antikorrosion) och beläggningar i motor och bränslesystem.
Bensinens komponenter tillverkas med flera olika processer och de olika komponenterna blandas sedan i önskade proportioner för att få en slutprodukt med önskade egenskaper. Dessa processer inkluderar katalytisk krackning, hydrokrackning, isomerisation, reformning och alkylering. Rena destillat kan också utgöra en del av bensinen; ensamma har de dock för lågt oktantal. Processerna utvecklas också hela tiden för att bland annat reducera innehållet av giftiga kolväten.
Den bensin som används för framdrivning av flygplan med kolvmotorer skiljer sig något från den motorbensin som används till andra fordon. Vanligen har flygbensinen ett högre oktantal och en något annorlunda sammansättning. I flygbensin är fortfarande alkylbly en vanlig tillsats och bränslet består till stor del av alkylat, vilka har god blyrespons.[källa behövs]

### Blyhaltig bensin
Från 1940-talet innehöll bensin alkylbly för att höja oktantalet. En bieffekt var att det motverkade "valve seat recession"; mikrosvetsning av ventil och säte. Alkylbly, det vill säga tetraetylbly eller tetrametylbly, användes tillsammans med etylendibromid och etylendiklorid (kallade ”scavengers”) för att undvika blybeläggningar i motorn. År 1970 infördes i Sverige en gräns på 0,70 gram bly per liter bensin. År 1974 sänktes blyhalten till max 0,40 gram per liter.  År 1980 begränsades mänden bly i 93-oktanig bensin till max 0,15 gram per liter. År 1981 fick all bensin som såldes i Sverige, oavsett oktantal, bara innehålla max 0,15 gram bly per liter. År 1986 började man även sälja grön blyfri 95-oktanig bensin i samband med att de första katalysatorförsedda bilarna kom till Sverige och 1991 tillkom också grön blyfri 98-oktanig bensin. I och med Sveriges inträde i EU den 1 januari 1995 förbjöds blyet i all bilbensin från den 1 mars samma år och
istället tillsattes ett så kallat blyersättningsmedel i den 96-oktaniga samt den röda 98-oktaniga bensinen som såldes i Sverige. Mellan åren 2000 och 2004 slopades dock detta och sedan dess måste den som behöver bensin med blyersättningsmedel i tillsätta detta separat oavsett oktantal.
År 2016 slutade Afghanistan, Myanmar (Burma) och Nordkorea att sälja blyhaltig bensin. Något senare slutade även Irak och Jemen, och i och med att även Algeriet år 2021 anslöt sig till säljstoppet så är enligt UNEP, FN:s miljöprogram, blyhaltig bilbensin borttagen från världens samtliga marknader.
Numera innehåller bilbensin inte bly; detta faktum i kombination med att de flesta moderna motorer har topplock av aluminium är anledningen till att härdade, lösa ventilsäten numera används. För äldre motorer utan härdade ventilsäten måste ett blyersättningsmedel, vanligen en kaliumförening, tillsättas i bränslet, exempelvis kalium 1,2-bis (2-etylhexyl oxi karbonyl) etansulfonat. När blyet fasades ut, vilket var nödvändigt för att den katalytiska avgasreningen skulle fungera och eftersom bly är ett miljögift, kompenserades detta genom att innehållet av kolväten med höga oktantal, exempelvis aromater, ökades. Tidigare hade bensinbolagen mest fokuserat på processer som kunde framställa kolväten med god blyrespons.

### Inblandning av etanol
Sedan den 1 augusti 2021 är bensinstationer i Sverige skyldiga att sälja bensin innehållande 5 till 10 % etanol (E5) och (E10) för att minska koldioxidutsläppen. Dessförinnan innehöll blyfri 95-oktanig bensin i normalfallet 5 % etanol (E5). Sedan 2010 ska alla nya bensinbilar som säljs i Sverige klara E10. Majoriteten av äldre bilar klarar också E10. Veteranbilar som inte klarar detta hänvisas till 98-oktanig bensin, som innehåller högst 5 % etanol, vanligen betydligt lägre nivå. Etanolhalten i 98-oktanig bensin varierar mellan orter och bensinstationer.
I Finland infördes E10 den 1 januari 2011.

### Energi
Bensin har ett lägre/kalorimetriskt värmevärde på cirka 43 MJ/kg.

## Historik
På 1920-talet undersöktes ett flertal tillsatser till bensin för att förbättra motståndskraften mot kompressionständning (knackning). Denna egenskap anges med oktantalet. Man ville öka motorernas kompression för att förbättra verkningsgraden och därmed bränsleekonomin. Tetraetylbly visade sig vara synnerligen effektivt, och detta blev en standardtillsats på 1940-talet. Den stora giftigheten bortsåg man från med dåtidens ringa biltrafik. Oktantalet på bensin som såldes i Sverige har ökat med åren. År 1953 var 76 och 79 de vanligaste oktantalen i Sverige. Under 1970-talet såldes Regular 94 oktan, senare sänkt till 93 oktan, Medium 97 oktan, senare sänkt till 96 oktan, och Premium först 100 oktan, senare sänkt först till 99 oktan och ännu senare till 98 oktan. Blyets giftighet blev ett allt mer uppmärksammat problem, och i mitten av 1980-talet började blyfri bensin säljas i mindre skala. Blyets oktanhöjande effekt kunde då ersättas genom framsteg inom kemisk bearbetning av bensinråvarorna. Från och med "sena" bilar av årsmodell 1986 blev katalytisk avgasrening påbjuden i svensk lag. Medan många nyare, icke-katalysatorrenade bilar redan kunde tankas med blyfri bensin, var det en absolut nödvändighet för bilar med katalysator, då blyet förstör denna. Sedan cirka år 2000 har endast blyfri bensin, både med och utan blyersättningsmedel, sålts på de flesta håll i världen. Vanliga oktantal är då 91, 92, 95 och 98. Numera har dock även blyersättningsmedlet tagits bort ur bensinen och för de veteranmotorer som är beroende av dess ventilsmörjande verkan så måste detta tillsättas separat. 
De gamla bensinbolagen (särskilt de som försvunnit från Sverige) har fått en viss kultstatus. Marknadsandelar i Sverige år 1973: OK 19,2 %, Shell 18,2 %, BP 12,1 %, Caltex-Texaco 10,0 %, Esso 14,7 %, Gulf 11,5 %, Koppartrans 0 %, Nynäs 5,2 %, Uno-X 2,9% .
Mellan årtalen 1925 och 1974 kunde ungefärliga bensinpriser på bensinmackar i Sverige vara följande (skrivet som årtal/öre per liter): 1925/48, 1930/27, 1935/27, 1940/72, 1942/120, 1945/80, 1947/39, 1950/72, 1951/54, 1955/62, och 1974/136-142.
Ett bränsle som såldes i Sverige på 1940- och 1950-talen var lättbentyl, en blandning av 25 % etanol och 75 % bensin. Lättbentyl har cirka 8 enheter högre oktantal än den bensin som den tillverkas av.